# Barriada de la Paz (San Roque)
La Barriada de la Paz es un barrio de la ciudad de San Roque (Cádiz), España.
Situada a más de un kilómetro al oeste del centro de la ciudad, creció como una pedanía periférica de San Roque hasta que fue absorbida por el casco urbano en su expansión. La conforman dos urbanizaciones de distinta arquitectura, separadas por la Calle de la Ermita, principal vía del oeste de la ciudad. Las calles de la barriada llevan los nombres de personajes y lugares de la obra de Miguel de Cervantes, Don Quijote de La Mancha.
Actualmente está siendo objeto de obras de rehabilitación, como parte del Plan E del Gobierno de España y el Plan Proteja de la Junta de Andalucía.

## Deporte
En la Barriada de la Paz se encuentran el Estadio Municipal Manolo Mesa, campo de fútbol local del Club Deportivo San Roque, y la piscina municipal, con escuelas de natación y waterpolo.

## Fiestas
El encierro del Toro del Aguardiente, último evento de la Feria Real de San Roque, parte desde esta barriada con destino a la plaza de toros.

## Comunicaciones
Se accede a esta barriada por la calle de la Ermita, que la comunica con la plaza de toros y la salida 117 de la Autovía del Mediterráneo.

### Parada de autobús
Las paradas de autobús de la Barriada de la Paz, en ambos sentidos, están situadas en la calle de la Ermita, a la altura del cruce con la calle Alberto Casañal, junto al Estadio Municipal Manolo Mesa.
| Líneas de autobús con parada en la Barriada de la Paz | Líneas de autobús con parada en la Barriada de la Paz | Líneas de autobús con parada en la Barriada de la Paz |
| Línea                                                 | Trayecto                                              | Empresa                                               |
| ----------------------------------------------------- | ----------------------------------------------------- | ----------------------------------------------------- |
| 3                                                     | Campamento-Estación                                   | Socibus                                               |